# Mohamed Ibn Chambas
Mohamed Ibn Chambas (7 dicembre 1950) è un politico ghanese.
È stato uno dei protagonisti dei negoziati che condussero alla fine della guerra civile in Liberia. È stato segretario esecutivo e presidente dell'ECOWAS e dal 2010 è presidente del Gruppo dei paesi ACP.

## Biografia

### Formazione e carriera professionale
Il padre di Mohamed Ibn Chambas, Alhaji Alhassan Chambas, era commissario provinciale del governo di Kwame Nkrumah.
Chambas frequentò la scuola Mfantsipim a Cape Coast e la scuola pubblica secondaria a Tamale. Nel 1973 si laureò in scienze politiche presso l'università del Ghana a Legon, e durante gli studi universitari cominciò ad interessarsi di politica. Successivamente conseguì un master e un dottorato presso la Cornell University di Ithaca, rispettivamente nel 1977 e nel 1980, e nel 1984 ottenne un dottorato in giurisprudenza presso la Case Western Reserve University di Cleveland.
Chambas ha insegnato presso l'Oberlin College ed ha lavorato come avvocato presso "The Greater Cleveland Legal Aid Society" e lo studio di Cleveland di "Forbes and Teamor".

### Carriera politica
Nel 1987 Chambas fu nominato viceministro degli esteri del Ghana. Dal 1991 partecipò alle iniziative diplomatiche dell'ECOWAS per risolvere la guerra civile in Liberia, che portarono agli accordi del 1996, e nel 1996 fece parte del Gruppo di azione ministeriale del Commonwealth che favorì la democratizzazione in Nigeria, Sierra Leone e Gambia. Nel 1996 Chambas fece inoltre parte del gruppo che promosse la nomina del suo connazionale Kofi Annan a segretario generale dell'ONU.
Chambas fu eletto membro del parlamento del Ghana nel 1993, in rappresentanza del collegio di Bimbilla e nelle file del Congresso democratico nazionale. Tra il 1993 e il 1994 fu vicepresidente del parlamento e presidente della commissione parlamentare per gli affari esteri. Alle elezioni parlamentari del 1996 Chambas non fu rieletto. Per ragioni rimaste poco chiare, nel 1997 il primo ministro rimosse Chambas dall'incarico al ministero degli esteri, nonostante i successi ottenuti. Nell'aprile 1997 Chambas fu nominato viceministro dell'istruzione con delega all'università e alla formazione superiore. Svolse l'incarico di viceministro fino al dicembre 2000, quando fu eletto nuovamente al parlamento per il Congresso democratico nazionale.

#### Segretario e presidente dell'ECOWAS
Il 1º febbraio 2002 Chambas entrò in carica come segretario esecutivo dell'ECOWAS. A partire dal 1º gennaio 2007 fu introdotta la carica di presidente dell'ECOWAS, che fu assunta da Chambas.
Chambas ha promosso l'integrazione economica nell'ambito dell'ECOWAS, attraverso la creazione di un mercato comune regionale e l'armonizzazione delle politiche agricole, infrastrutturali, educative e sanitarie. Ha favorito la risoluzione dei conflitti in Sierra Leone, Liberia, Costa d'Avorio, Guinea-Bissau, Togo, Guinea e Niger ed ha rafforzato i rapporti internazionali dell'ECOWAS. Fu il capo negoziatore per la regione africana occidentale per l'accordo di partenariato economico con l'Unione europea firmato nell'ambito del sistema di cooperazione di Cotonou.

#### Segretario generale del gruppo ACP
Il 16 novembre 2009 il Consiglio dei ministri del gruppo dei paesi ACP nominò Chambas segretario generale del gruppo ACP a partire dal 1º marzo 2010. Il mandato ha durata quadriennale.
Chambas si è impegnato per rafforzare i rapporti con l'Unione europea, ma anche per promuovere la cooperazione con altre organizzazioni e gruppi internazionali, in particolare con i paesi emergenti. Ha lanciato la strategia 2011-2014 per il rinnovo e la trasformazione del segretariato ACP.

### Altre attività
Dal 1997 al 2001 Chambas è stato il primo africano a far parte del consiglio della Cornell University. Ha svolto altri due mandati tra il 2003 e il 2007 e tra il 2009 e il 2012.

## Onorificenze
- Commendatore dell'ordine nazionale della Costa d'Avorio, 8 agosto 2002[3]
- Maggiore onorificenza nazionale della Guinea-Bissau, 24 settembre 2005[3]
- Ordine del Volta di seconda categoria, Ghana, 30 giugno 2006[3]
- laurea honoris causa, Università del Ghana a Legon, 11 agosto 2008[3]
- certificato di apprezzamento dell'assemblea legislativa nazionale della Liberia, ottobre 2006[3]
- Ordine della redenzione africana, Liberia, 26 luglio 2009[3]
- Commendatore dell'ordine nazionale del Benin, 8 gennaio 2010[3]
- Grand'ufficiale dell'ordine nazionale al merito della Guinea, 8 aprile 2010[3]
- Premio Africa, Germania, 2010[3]
- Premio della Fondazione Crans Montana, 2011[3]

## Curiosità
- Il maestro elementare di Chambas gli assegnò il nome cristiano di David[1]. Il soprannome di Chambas invece è "Chambo"[1].
- Chambas è appassionato di musica jazz[1].
- Chambas è comparso nel documentario Motherland (2010) diretto da Owen Alik Shahadah[4].
- Tra i suoi hobby vi sono giocare a calcio ed andare a cavallo[2].